# Engel Mayr
Engel Mayr (* 4. Juni 1984 in Scheibbs als Engelbert Mayr) ist ein österreichischer Gitarrist, Songwriter und Musikproduzent. Seine Alben sind stilistisch der Rockmusik und dem Blues zuzuordnen.

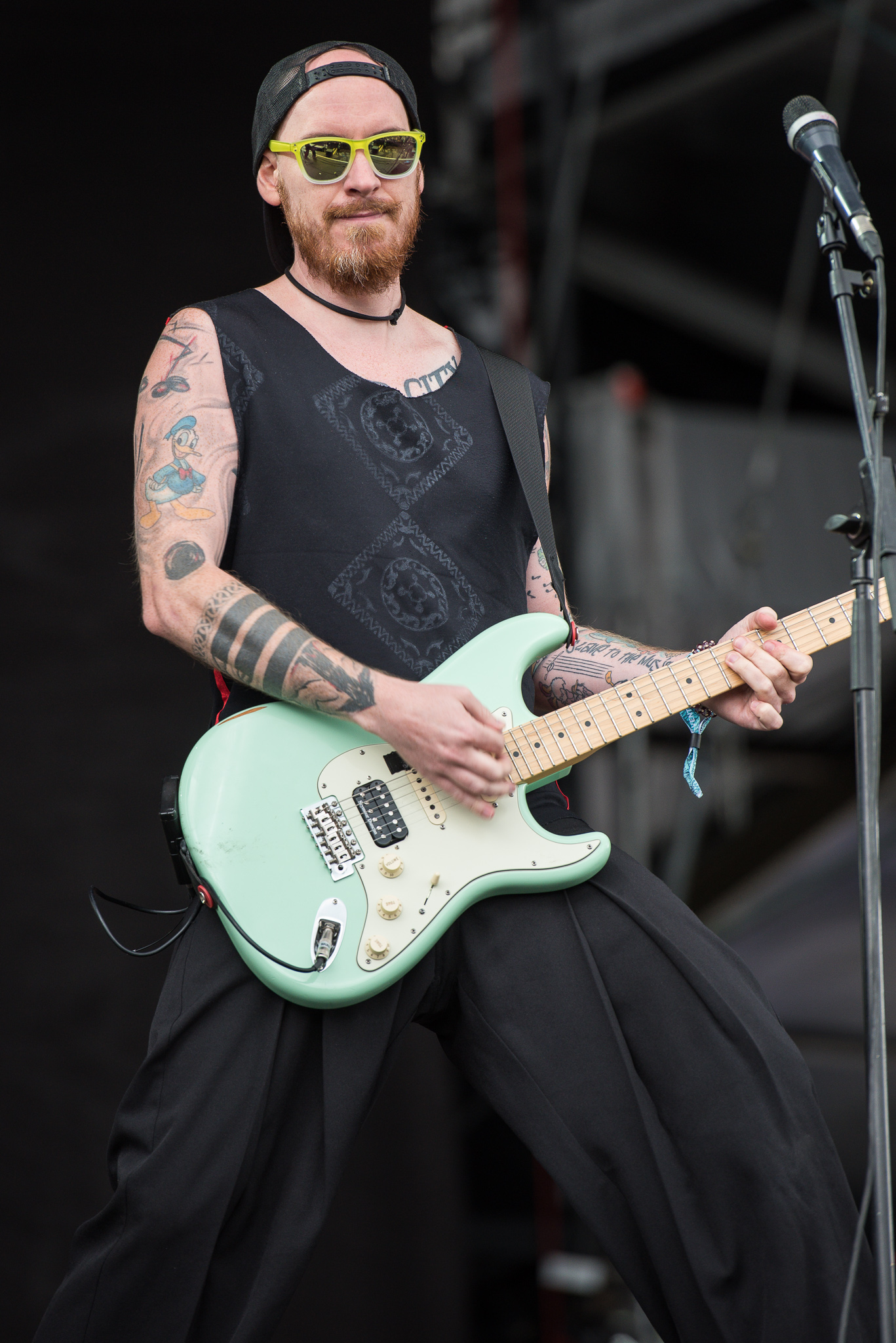
Engel Mayr live mit RUSSKAJA 2017

## Leben und Wirken
Engel Mayr erlernte das Gitarrenspiel im Alter von acht Jahren an der öffentlichen Musikschule Scheibbs und begann bald darauf, sich im Rahmen des Unterrichts bei Edi Köhldorfer und Peter Legat mit Jazz und Rockmusik zu beschäftigen. Schon als Teenager machte er kleine Tourneen mit seiner ersten Band One-Eight-Seven. Später studierte er Jazzgitarre, Popularmusik und Instrumentalpädagogik u. a. an der Universität für Musik und darstellende Kunst Wien, am Vienna Konservatorium und am Gustav-Mahler-Konservatorium Wien, wo er im Fach Jazz-Gitarre ein Diplom erhielt.
Ab 2003 spielte und komponierte er mit der Band Bastard Peels und übernahm auch den Gesang. 2005 wurde Mayr Leadgitarrist der Band Hallucination Company. 2012 wurde das Album Circus der Hallucinationen (Hoanzl) veröffentlicht, auf dem er nicht nur die Gitarren spielte, sondern für das er auch viele Stücke komponierte.
Ab 2009 arbeitete er mit dem Sänger Georgij Alexandrowitsch Makazaria zusammen und spielte auch als Gitarrist in dessen Band Russkaja. 2012 wurde er ständiges Mitglied der Band als Gitarrist, Komponist und Produzent. Mit Russkaja spielte Mayr auf bedeutenden europäischen Festivals wie zum Beispiel Wacken Open Air, Deichbrand, Taubertal-Festival, Rockharz Open Air, Wiener Festwochen, Sziget bis zur Auflösung der Band am 3. Februar 2023.
Seit 2018 komponierte und produzierte er mit dem Sänger Percival das Album Killing Butterflies und ging mit ihm auf Tournee. Im selben Jahr veröffentlichte er unter seinem eigenen Namen das Album Sacred Cow bei der deutschen Plattenfirma Timezone und ging mit seinem eigenen Bluesrock Trio, dem Engel Mayr Trio, auf Tournee.
2019 produzierte er die Single Slave To The Music unter eigenem Namen und arbeitete im Studio mit der Sängerin Dorretta Carter zusammen, deren Live Gitarrist er seit 10 Jahren ist.
2021 produziert, recorded, komponiert und mischt er das neue Russkaja Album in seinem Studio Mäusepalast. Außerdem erscheint im selben Jahr das Album "Shock Rock Rebels" der Band Bloodsucking Zombies from Outer Space, bei dem er ebenfalls als Produzent, Recording und Mixing Engineer auftritt.
Als Gitarrist der Band Russkaja tritt Mayr bei der wöchentlichen Late-Night-Show Willkommen Österreich auf ORF 1 auf. Ab 2023 wird die Band als Dienstag Nacht Kapelle (DNB) benannt.
Außerdem ist er seit 2011 als Dozent und Institutsleiter für Saiteninstrumente im Bereich Jazz- und Popularmusik am Jam Music Lab tätig.
2023 spielt & recorded er Gitarren für das Album Doggerland (UMG) der deutschen Band Santiano, das auf Platz 1 der deutschen Charts geht. Im gleichen Jahr erscheint das Abschiedsalbum "Turbo Polka Party" seiner Band Russkaja, das mit Platz 7 die höchste Chartplatzierung der Bandgeschichte in den österreichischen Charts erreicht. Engel Mayr ist bei diesem Album für Komposition, Produktion, Recording, Gitarren und Mix in seinem Studio Mäusepalast zuständig.
2024 veröffentlicht er das Solo-Album "Heavy Metal Blues" und geht mit seinem Bluesrock Trio – dem Engel Mayr Trio – auf Tour in Deutschland, Österreich und der Schweiz.
2025 erscheint das Album "Fast Lane" der Band Vulvarine, welches auf Platz 10 der österreichischen Charts und Platz 59 der deutschen Charts einsteigt. Engel Mayr hat auf dem Album die Leadgitarren eingespielt und das Album gemixt.

## Diskografie
- Engel Mayr'S DEFJAZZ – 1625 (2009)
- Sophia i – i (2009)
- Bastard Peels – Wer Das Schlechte Nicht Ehrt (2012)
- Duo Mayr/Tiefenbacher (2012)
- Russkaja – Energia (2012)
- Hallucination Company – Circus der Hallucinationen
- Russkaja – Barada EP (2013)
- Engel Mayr – Potpourri (2014)
- Russkaja – Peace, Love & Russian Roll (2015)
- Russkaja – Kosmopoliturbo (2017)
- Engel Mayr – Sacred Cow (2018)
- Russian Gentleman Club – I (2018)
- Percival – Killing Butterflies (2019)
- Russkaja – No One Is Illegal (2019)
- Engel Mayr – Slave To The Music (2019)
- Russkaja – Turbo Polka Party (2023)
- Bastard Peels – Scheiss auf dein Geld (2023)
- Santiano – Doggerland (2023)